# Boban Maksimović
Boban Maksimović (Loznica, 10 ottobre 1985) è un ex calciatore serbo naturalizzato svizzero, di ruolo centrocampista.

## Carriera

### Club
Nato a Loznica, in Jugoslavia, si trasferisce con la famiglia in Svizzera, dove milita nelle giovanili dello Young Boys, debuttando in prima squadra nel 2003. Tra il 2003 e il 2005 rimane nelle file dei gialloneri, conquistando il secondo posto nel 2004 e il quarto nel 2005.

Si trasferisce poi al Baden e in seguito al Winterthur, squadra per la quale scende in campo con una certa regolarità e in cui si rivela un giocatore efficace e concreto sotto rete.

Nell'estate del 2008 viene ingaggiato dalla Stella Rossa di Belgrado, ma a Belgrado non scende mai in campo. Nel 2009 viene perciò ceduto al Vojvodina, squadra serba nella quale gioca pochi incontri e in cui realizza una sola rete in coppa nazionale.

Il 12 febbraio 2010 ritorna in Svizzera per giocare nel Biel-Bienne squadra di Challenge League in cui colleziona 7 presenze da titolare nella stagione 2008-2009. Il 15 aprile 2010 realizza il suo primo gol con i biancorossi siglando il 2-2 nella sfida contro il Losanna.